# Kraaienhove
Kraaienhove is een Nederlandse stripreeks geschreven en getekend door Willy Lohmann. De serie verscheen in het dagblad Het Parool in de jaren zestig en ook in de stripbladen Pep en De Vrije Balloen. 
De tekeningen zijn heel gedetailleerd, zwart-wit en lijken een beetje op die van Marten Toonder.

## Inhoud
De strip gaat over een vrouw met bovennatuurlijke gaven, Grizelda. Zij is getrouwd met een verstrooide geleerde, Lucius, en ze wonen op een oud bouwvallig landhuis genaamd Kraaienhove. Grizelda is de verstandigste van beiden, zij heeft contact met het hogere en communiceert via beelden met de geestenwereld. Eigenlijk betekent dit dat ze bij haar beelden gewoon goed kan nadenken. In hun omgeving spelen zich allerlei vreemde of misdadige gebeurtenissen af, die door personen uit de buitenwereld (meestal met zonderlinge namen) binnen worden gebracht. Uiteindelijk weet Grizelda de zaak tot een goed einde te brengen. Een vriend des huizes, kolonel Vivand, die maar één oog heeft, moet soms een beetje geweld uitoefenen om dingen op te lossen. Fulbert de huisknecht merkt niets, omdat hij de hele tijd slaapt.

## Verhalen
Hieronder staan de 73 verhalen die verschenen zijn in volgorde van publicatie, van 1962 tot 1972 in Het Parool en daarna nog enkele jaren in o.a. Pep en De Vrije Balloen. Een aflevering in Het Parool, alsmede verhaal 71 (De herwinning) en 72 (de GDG) omvat steeds één stripstrook; de overige verhalen hebben drie of vier stripstroken per aflevering.
Slechts enkele verhalen zijn ook als album uitgegeven. De volgende albums zijn verschenen:
- Kraaienhove. Het eerste verhaal (bijlage bij Stripschrift nr. 11, 1969). Verhaal 1.
- Kraaienhove (Semic Strip Serie nr. 16, 1974). Verhaal 1, 2, 4.
- Kraaienhove (Semic Komplete Dagbladstrips nr. 1, 1975). Verhaal 7, 5, 6.
- ‘Kraaienhove’ (in: Beeldenstorm - De ontwikkeling van de politieke strip 1965-1975, uitg. 1978). Verhaal 51.
- Kraaienhove Weekblad Strips 1 (Brabantia Nostra, 1979). Verhaal 52, 55, 54.
- Kraaienhove Weekblad Strips 2 (Brabantia Nostra, 1979). Verhaal 53, 56, 58.
- Kraaienhove Weekblad Strips 3 (Brabantia Nostra, 1979). Verhaal 57, 59, 61, 60, 62.
- Kraaienhove 1 (De Meulder, 1983). Verhaal 1, 2.
- Kraaienhove 2 (De Meulder, 1984). Verhaal 3, 4.
- Kraaienhove 3 (De Meulder, 1984). Verhaal 5, 6.
- Lucius en de tijdangst. Reeks Nederlandse Stripparels (Stripstift, 2006). Verhaal 8.
- Grizelda en de heersingdienares. Reeks Nederlandse Stripparels (Stripstift, 2006). Verhaal 9.
- Lucius en de Nieuwe Orde. Reeks Nederlandse Stripparels (Stripstift, 2009). Verhaal 33.

| nr. | verhaaltitel                          | afleveringen | krant/ tijdschrift | datum                   | opmerkingen                                                                              |
| --- | ------------------------------------- | ------------ | ------------------ | ----------------------- | ---------------------------------------------------------------------------------------- |
| 0   | Kraaienhove. Nieuwe strip op pagina 2 |              | Het Parool         | 21-12-1961              | introductieaflevering                                                                    |
| 1   | Grizelda en Lucius                    | 1-73         | Het Parool         | 21-12-1961 - 19-03-1962 | 3 albumuitgaven                                                                          |
| 2   | Het Spiritum                          | 74-136       | Het Parool         | 20-03-1962 - 04-06-1962 | 2 albumuitgaven                                                                          |
| 3   | Het Bella mysterie                    | 137-196      | Het Parool         | 05-06-1962 - 14-08-1962 | 1 albumuitgave                                                                           |
| 4   | Grizelda en de vreemde verschijnsels  | 197-256      | Het Parool         | 15-08-1962 - 23-10-1962 | 2 albumuitgaven                                                                          |
| 5   | Lucius en de streek van Chromos       | 257-322      | Het Parool         | 24-10-1962 - 11-01-1963 | 2 albumuitgaven                                                                          |
| 6   | Lucius ontmoet zichzelf               | 323-380      | Het Parool         | 12-01-1963 - 20-03-1963 | 2 albumuitgaven                                                                          |
| 7   | Grizelda en de ongelukssteen          | 381-441      | Het Parool         | 21-03-1963 - 04-06-1963 | 1 albumuitgave                                                                           |
| 8   | Lucius en de tijdangst                | 442-508      | Het Parool         | 05-06-1963 - 21-08-1963 | 1 albumuitgave                                                                           |
| 9   | Grizelda en de heersingsdienares      | 509-572      | Het Parool         | 22-08-1963 - 04-11-1963 | 1 albumuitgave                                                                           |
| 10  | Lucius en de afgunst                  | 573-631      | Het Parool         | 05-11-1963 - 17-01-1964 |                                                                                          |
| 11  | De Iksussekte                         | 632-691      | Het Parool         | 18-01-1964 - 28-03-1964 | afl. 691 per abuis 591 genummerd                                                         |
| 12  | Grizelda en het geslacht Olmanuck     | 692-751      | Het Parool         | 31-03-1964 - 10-06-1964 |                                                                                          |
| 13  | Misdaad op Kraaienhove                | 752-811      | Het Parool         | 11-06-1964 - 19-08-1964 |                                                                                          |
| 14  | Lucius in nood                        | 812-869      | Het Parool         | 20-08-1964 - 27-10-1964 | afl. 851 bestaat 2x                                                                      |
| 15  | De held                               | 870-928      | Het Parool         | 28-10-1964 07-01-1965   |                                                                                          |
| 16  | Lucius in de ruimte                   | 929-989      | Het Parool         | 08-01-1965 - 19-03-1965 |                                                                                          |
| 17  | Lucius en Fulbert op Planumus         | 990-1050     | Het Parool         | 20-03-1965 - 02-06-1965 |                                                                                          |
| 18  | Het glazen masker                     | 1051-1110    | Het Parool         | 03-06-1965 - 12-08-1965 |                                                                                          |
| 19  | Moord op Kraaienhove                  | 1111-1168    | Het Parool         | 13-08-1965 - 20-10-1965 |                                                                                          |
| 20  | Een kwelgeest op Kraaienhove          | 1169-1228    | Het Parool         | 21-10-1965 - 30-12-1965 |                                                                                          |
| 21  | Lucius en het blauwe bloed            | 1229-1288    | Het Parool         | 31-12-1965 - 11-03-1966 |                                                                                          |
| 22  | Fulbert en de grijze Ulle             | 1289-1337    | Het Parool         | 12-03-1966 - 12-05-1966 | afl. 1302 bestaat 2x en 1338 bestaat niet                                                |
| 23  | De verdwenen vrouw                    | 1339-1397    | Het Parool         | 13-05-1966 - 21-07-1966 |                                                                                          |
| 24  | De bol van Asem                       | 1398-1455    | Het Parool         | 22-07-1966 - 27-09-1966 |                                                                                          |
| 25  | Grizelda en de lage moord             | 1456-1510    | Het Parool         | 28-09-1966 - 30-11-1966 |                                                                                          |
| 26  | Lucius en het geval ZIJMPF213         | 1511-1570    | Het Parool         | 01-12-1966 - 09-02-1967 |                                                                                          |
| 27  | Grizelda en de dode geleerde          | 1571-1628    | Het Parool         | 10-02-1967 - 19-04-1967 |                                                                                          |
| 28  | Grizelda en het kerkhofraadsel        | 1629-1698    | Het Parool         | 20-04-1967 - 12-07-1967 |                                                                                          |
| 29  | Grizelda en de vreemde braak          | 1699-1763    | Het Parool         | 13-07-1967 - 26-09-1967 |                                                                                          |
| 30  | Grizelda en de zaak Dr. August        | 1764-1839    | Het Parool         | 27-09-1967 - 23-12-1967 |                                                                                          |
| 31  | Lucius en het NIWRAD-experiment       | 1840-1918    | Het Parool         | 27-12-1967 - 28-03-1968 |                                                                                          |
| 32  | Grizelda en de slimme weduwe          | 1919-1978    | Het Parool         | 29-03-1968 - 10-06-1968 |                                                                                          |
| 33  | Lucius en de nieuwe orde              | 1979-2043    | Het Parool         | 11-06-1968 - 24-08-1968 | 1 albumuitgave                                                                           |
| 34  | Grizelda en het vlinder-raadsel       | 2044-2135    | Het Parool         | 26-08-1968 - 11-12-1968 | afl. 2135 bestaat 2x                                                                     |
| 35  | Grizelda en de Tomson collectie       | 2136-2206    | Het Parool         | 12-12-1968 - 07-03-1969 |                                                                                          |
| 36  | Grizelda en de zaak Mecenas           | 2207-2260    | Het Parool         | 08-03-1969 - 10-05-1969 |                                                                                          |
| 37  | Grizelda en het Amazone-probleem      | 2261-2323    | Het Parool         | 12-05-1969 - 25-07-1969 |                                                                                          |
| 38  | Lucius en de zaak Magere Hein         | 2324-2380    | Het Parool         | 26-07-1969 - 30-09-1969 |                                                                                          |
| 39  | Grizelda en de klok van Schoffel      | 2381-2444    | Het Parool         | 01-10-1969 - 13-12-1969 |                                                                                          |
| 40  | Lucius en het spelonkraadsel          | 2445-2513    | Het Parool         | 15-12-1969 - 07-03-1970 |                                                                                          |
| 41  | Grizelda en de familiekwestie         | 2514-2588    | Het Parool         | 09-03-1970 - 08-06-1970 |                                                                                          |
| 42  | Grizelda en de dode oude dame         | 2589-2672    | Het Parool         | 09-06-1970 - 14-09-1970 |                                                                                          |
| 43  | De zaak met de uil                    | 2673-2734    | Het Parool         | 15-09-1970 - 26-11-1970 |                                                                                          |
| 44  | Grizelda en de duistere macht         | 2735-2796    | Het Parool         | 27-11-1970 - 10-02-1971 |                                                                                          |
| 45  | Grizelda en de boze droom             | 2797-2860    | Het Parool         | 11-02-1971 - 27-04-1971 |                                                                                          |
| 46  | Grizelda en de schijnheilige          | 2861-2924    | Het Parool         | 28-04-1971 - 14-07-1971 | afl. 2865 bestaat niet en 2884 bestaat 2x                                                |
| 47  | Grizelda en de oude beschaving        | 2925-2984    | Het Parool         | 15-07-1971 - 22-09-1971 |                                                                                          |
| 48  | Grizelda en het Bijenvolk             | 2985-3043    | Het Parool         | 23-09-1971 - 30-11-1971 |                                                                                          |
| 49  | Grizelda en de gerechtigheid          | 3044-3098    | Het Parool         | 01-12-1971 - 03-02-1972 | afl. 3059 niet gepubliceerd; afl. 3054 per abuis 5054 genummerd                          |
| 50  | Grizelda en het moerasmonster         | 3099-4059    | Het Parool         | 04-02-1972 - 15-04-1972 | op afl. 3099 volgt 4000                                                                  |
| 51  | [Beeldenstorm]                        | 1-2          | Wordt Vervolgd     | ca. 1970                | eenmalig krantje; 1 albumuitgave                                                         |
| 52  | De macht van Gog                      | 1-22         | PEP                | 1972-40 - 1972-50       | 1 albumuitgave                                                                           |
| 53  | De kroonjuwelen                       | 1-22         | PEP                | 1972-53 - 1973-09       | 1 albumuitgave                                                                           |
| 54  | De McAber expeditie                   | 1-22         | PEP                | 1973-10 - 1973-20       | 1 albumuitgave                                                                           |
| 55  | De kruidendokter                      | 1-16         | PEP                | 1973-21 - 1973-28       | 1 albumuitgave                                                                           |
| 56  | De afvalvreters                       | 1-22         | PEP                | 1973-29 - 1973-39       | 1 albumuitgave                                                                           |
| 57  | Een blik terug                        | 1-6          | PEP                | 1973-40 - 1973-42       | 1 albumuitgave                                                                           |
| 58  | Het urtonium                          | 1-18         | PEP                | 1973-44 - 1973-52       | 1 albumuitgave                                                                           |
| 59  | De moerasgeest                        | 1-4          | PEP                | 1973-52                 | 1 albumuitgave                                                                           |
| 60  | De dynamozaak                         | 1-22         | PEP                | 1974-03 - 1974-13       | 1 albumuitgave                                                                           |
| 61  | De familie Vloek                      | 1-16         | PEP                | 1974-14 - 1974-21       | 1 albumuitgave                                                                           |
| 62  | Het grijze verleden                   | 1-22         | PEP                | 1974-50 - 1975-04       | 1 albumuitgave                                                                           |
| 63  | Kraaienlust                           | 1-4          | Stripschrift       | 1975-75/76              |                                                                                          |
| 64  | [Binnen de muren]                     | 1-4          | De Vrije Balloen   | 1980-25                 |                                                                                          |
| 65  | [Rond het eeuwenoude Kraaienhove]     | 1-4          | De Vrije Balloen   | 1980-26                 |                                                                                          |
| 66  | [Slechts de krijs]                    | 1-2          | De Vrije Balloen   | 1980-27                 |                                                                                          |
| 67  | [Een straffe wind]                    | 1-2          | De Vrije Balloen   | 1981-29                 |                                                                                          |
| 68  | Tweedracht op Kraaienhove             | 1-4          | De Vrije Balloen   | 1981-30 - 1981-31       |                                                                                          |
| 69  | Kraaienhove en het open graf          | 1-2          | De Vrije Balloen   | 1981-32                 |                                                                                          |
| 70  | [Waar is Grizelda?]                   | 1-6          | De Vrije Balloen   | 1981-33 + 1981-35       |                                                                                          |
| 71  | De herwinning                         | 1-11         | Stripschrift       | 1986-211                | onvoltooid verhaal                                                                       |
| 72  | De GDG                                | 1-66         | ---                | 1992                    | boekuitgave in zeer kleine oplage, bedoeld om uitgevers voor Kraaienhove te interesseren |
| 73  | Het grote geheim                      | 1            | ---                | 2009                    | onvoltooid en ongepubliceerd                                                             |